# Blue Room (Maison-Blanche)
Pour les articles homonymes, voir Blue Room.

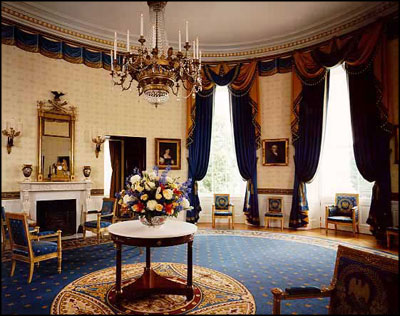
La Blue Room, remeublée en 1995 sous le mandat de Bill Clinton.

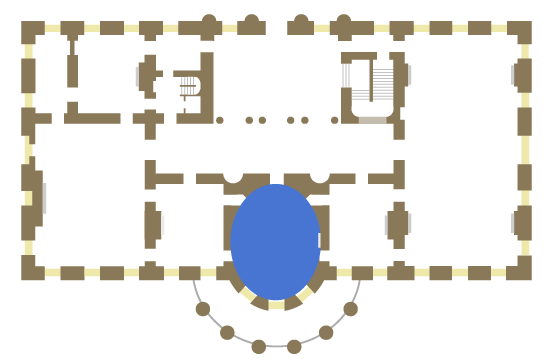
Plan de l'étage indiquant la localisation de la Blue Room.

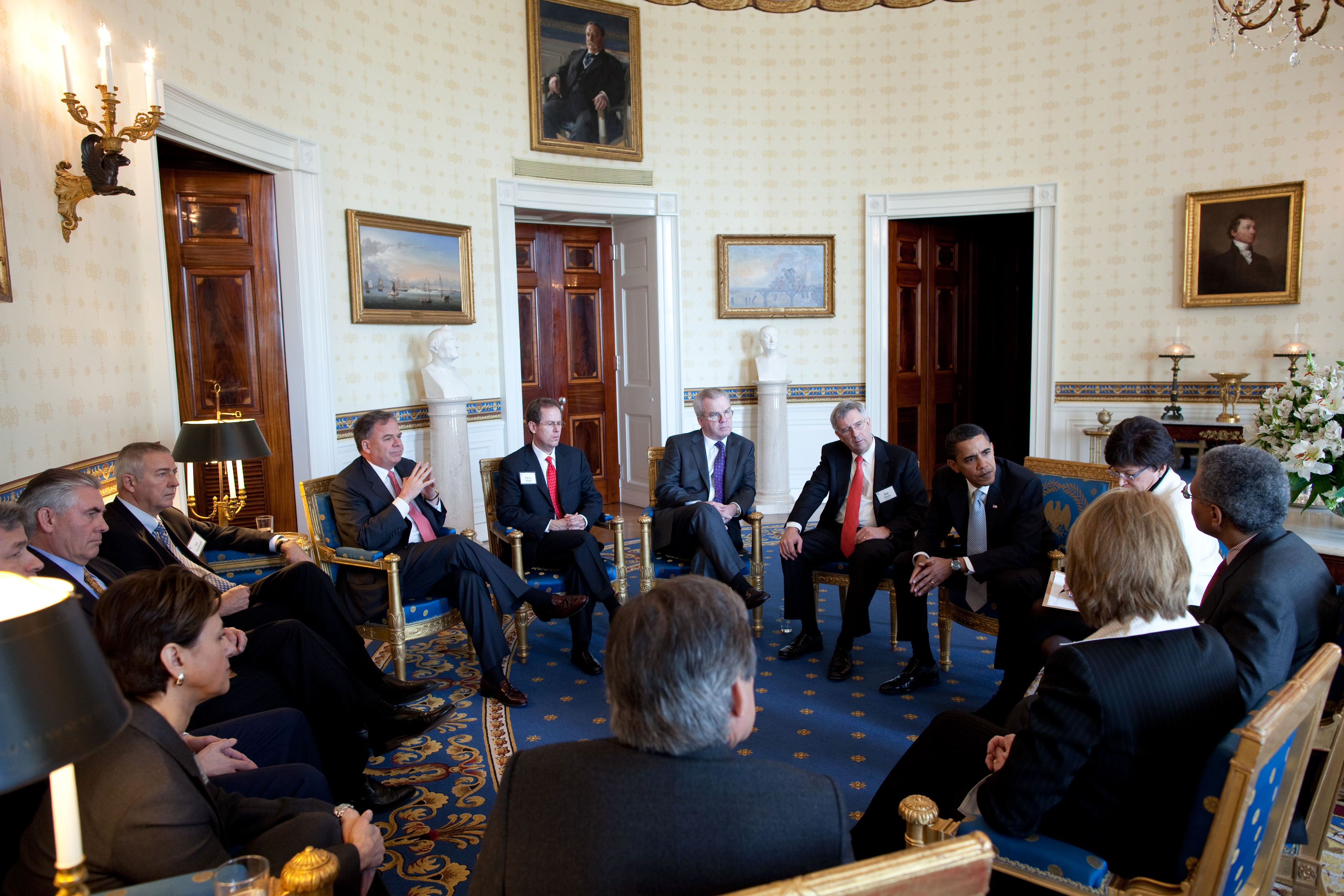
Après une conférence auprès du Business Council dans l'East Room, Barack Obama tient une réunion avec les leaders de ce conseil dans la Blue Room.

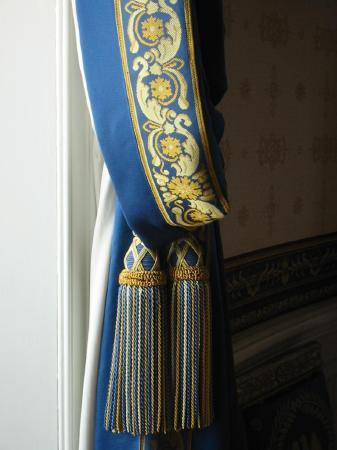
Détail de draperie de la Blue Room, montrant le galon de soie Jacquard Empire et le pompon de soie fabriqué à la main.

La Blue Room (Pièce Bleue) est l'une des trois salles de réception du premier étage de la Maison-Blanche, la demeure du président des États-Unis. La salle est utilisée pour les réceptions et occasionnellement pour les dîners. Elle est traditionnellement décorée dans des tons de bleu. Avec la Yellow Oval Room (salle jaune ovale) au-dessus et le Diplomatic Reception Room en dessous, la Blue Room est l'une des trois salles ovales conçues originellement par James Hoban pour la Maison-Blanche.
La salle mesure environ 10 m sur 12. Elle possède six portes, qui s'ouvrent sur le Cross Hall, la Green Room, la Red Room et le portique sud.

## Mobilier
La Blue Room est meublée dans le style Empire français, similaire à ce qu'était l'ameublement lors de la reconstruction de la Maison-Blanche après son incendie par les Britanniques le 25 août 1814. Une série de redécorations au cours du XIXe siècle fit vendre ou perdre une grande partie des meubles d'origine. Actuellement, la plupart des meubles de la pièce sont d'origine. Huit meubles européens dorés, achetés sous le mandat de James Monroe, garnissent la pièce, dont une bergère et plusieurs fauteuils. Ces meubles ont été fabriqués à Paris vers 1812 par l'ébéniste Pierre-Antoine Bellangé. Une table couverte de marbre fait partie du mobilier depuis son acquisition par James Monroe en 1817. Une horloge de bronze doré, fabriquée vers 1817 par Denière et Matelin et ornée d'une représentation de Hannibal l'orne.
Le lustre français, qui date du début du XIXe siècle, est en bois doré et en verre, décoré de feuilles d'acanthe. Un portrait de John Tyler peint par George P. A. Healy en 1859 orne le mur ouest au-dessus du sofa de Monroe. Le tissu bleu saphir utilisé pour les draperies et la garniture des meubles est de la même couleur que celui utilisé dans les années 1800. Les garnitures de soie des chaises sont ornées d'un médaillon doré représentant un aigle sur les dossiers, qui vient d'une représentation d'une chaise sur un portrait de James Monroe. Cependant, la peinture représente la chaise garnie d'un tissu pourpre et non pas bleu, le pourpre étant la couleur originale de la pièce.
Le motif des draperies de satin s'inspire de ceux utilisés en France au début du XIXe siècle. Le motif actuel des draperies est similaire à ceux installés pendant le mandat de Richard Nixon. Clement Conger, conservateur de la Maison-Blanche à cette époque, s'inspira pour ces motifs d'archives de la Society for the Protection of New England Antiquities et du Metropolitan Museum of Art.
Les murs sont décorés d'une tapisserie chamois imprimée de médaillons dorés. Ce motif s'inspire d'une tapisserie américaine du début du XIXe siècle inspirée par le style français. Le haut des murs est orné d'un faux ornement de tissu bleu, qui imite les tissus installés pendant le mandat de John Fitzgerald Kennedy. Les plinthes sont bleu et or avec des rosettes. L'installation d'un nouveau tapis ovale, basé sur des modèles du début du XIXe siècle, compléta le projet de rénovation de la pièce. Son motif est adapté d'un tapis néoclassique anglais de 1815, l'époque où Monroe fit l'acquisition du mobilier de la Blue Room.

## Histoire

### Salon elliptique
Pendant le mandat de John Adams, la Blue Room servait de hall d'entrée sud. Pendant le mandat de James Madison, l'architecte Benjamin Latrobe conçut un ensemble de meubles néoclassiques pour la pièce, mais ils furent détruits pendant l'incendie de 1814. Lors de la reconstruction de la Maison-Blanche, James Monroe fit redécorer la pièce dans le style Empire, qui est resté le style de cette pièce.
La pièce était d'abord pourpre, mais Martin Van Buren la fit refaire en bleu en 1837, ce qui resta la couleur traditionnelle de la pièce, même si chaque mandat présidentiel la voit redécorée à différents degrés.

### Rénovation de Truman et réaménagements
La Blue Room est une des pièces qui ont été complètement refaites pendant les rénovations de Harry Truman. L'ajout du balcon Truman permit d'apporter de l'ombre au portique ovale en dehors de la Blue Room.
L'administration Kennedy vit le retour de plusieurs des chaises originales créées pour Monroe par Pierre-Antoine Bellange.
L'apparence actuelle de la Blue Room est le résultat d'une rénovation et d'une redécoration terminée en 1995 par le Comité pour la préservation de la Maison-Blanche, le conservateur de la Maison-Blanche, et financée par le White House Endowment Trust.